# Zlînka, Mala Vîska
Zlînka (în ucraineană Злинка) este localitatea de reședință a comunei Zlînka din raionul Mala Vîska, regiunea Kirovohrad, Ucraina.

## Demografie
Componența lingvistică a localității Zlînka
     Ucraineană (58,07%)
     Rusă (40,92%)
     Alte limbi (0,7%)
Conform recensământului din 2001, majoritatea populației localității Zlînka era vorbitoare de ucraineană (58,07%), existând în minoritate și vorbitori de rusă (40,92%).